# Молчат дома
«Молчат дома́» — белорусская рок-группа из Минска, сочетающая в своём творчестве постпанк, синти-поп и нью-вейв.

## История

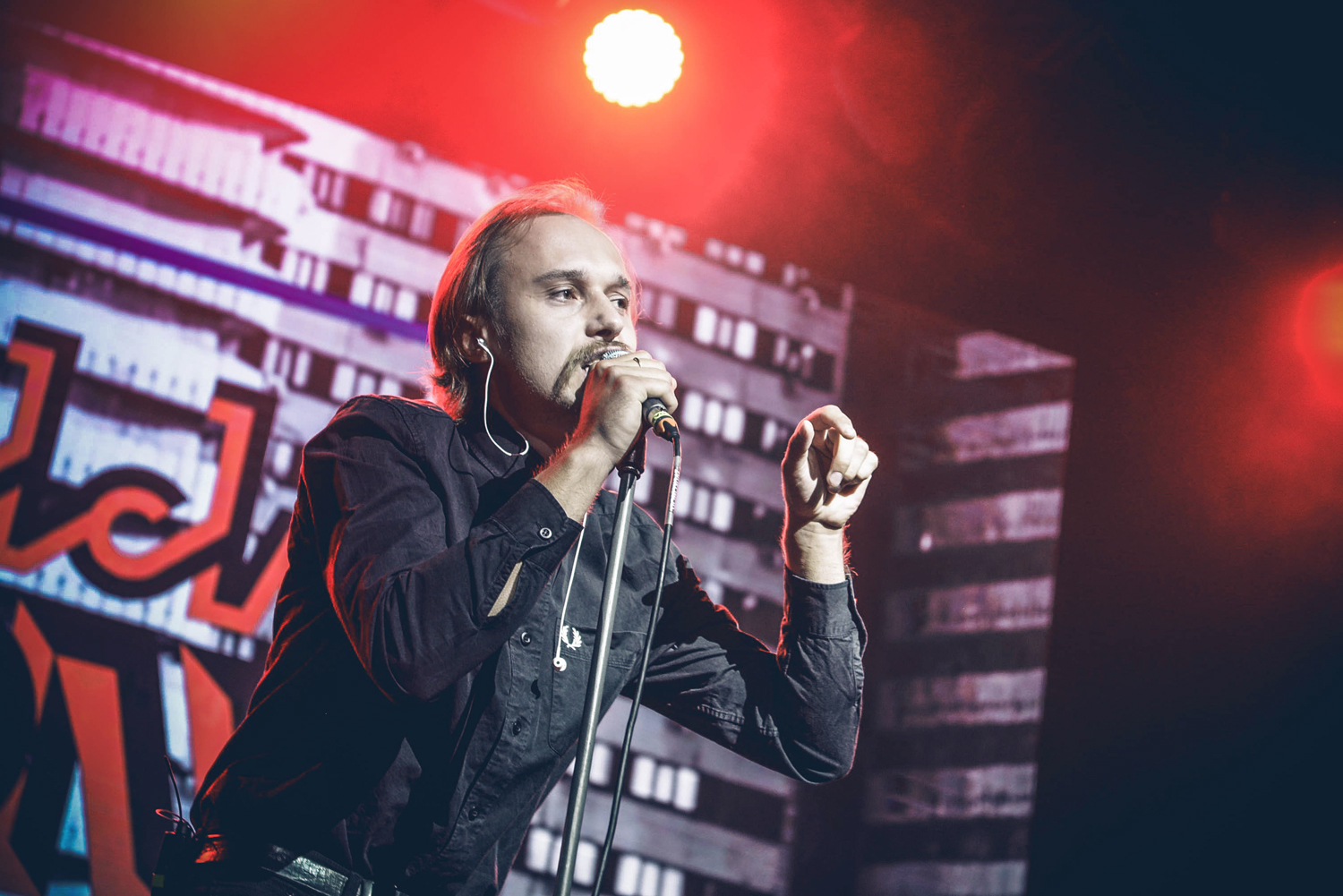
«Молчат дома» на фестивале «Stereoleto», Санкт-Петербург, сентябрь 2020 года

Музыкальный проект «Молчат дома» был образован в Минске в 2017 году. Основателями группы являются Егор Шкутко (вокал) и Роман Комогорцев (гитара, синтезаторы, драм-машина).
24 апреля 2017 года был выпущен дебютный альбом группы под названием «С крыш наших домов», в него вошли 9 треков. Первоначально альбом вышел в виде DIY-релиза, а затем в том же году ограниченный тираж «С крыш наших домов» издал на кассетах маленький немецкий инди-лейбл Detriti Records. В июле 2017-го группа выпустила цифровой сингл «Коммерсанты». 24 августа 2018 года лейбл Detriti Records издал на виниле второй альбом «Молчат дома» под названием «Этажи». Эта пластинка вышла сначала небольшим тиражом, который несколько раз был допечатан в связи с ростом популярности группы. «Этажи» попали в двадцатку лучших альбомов 2018 года по версии британских критиков.
В ноябре 2019 года компания Hugo Boss выпустила рекламный ролик в честь выхода новой коллекции Pre-Spring 2020, саундтреком промо-ролика стала песня «Молчат дома» «На дне». В этом же году группа выступила на берлинском фестивале Pop-Kultur 2019 и на европейском музыкальном фестивале Tallinn Music Week, где их заметил британский журналист Кирон Тайлер и дал оценку их творчеству:

Какое-то время назад было сюрпризом открыть для себя белорусов Super Besse, но обнаружение ещё одной группы мирового уровня из такой, казалось бы, нерейтинговой страны заставляет задуматься больше, чем рассматривание самолёта-истребителя на близком расстоянии. Однако эти мысли приходят позже, поскольку первая реакция — инстинктивное осознание того, что это трио особенное.

Начиная с 2021 года, группа базируется в Лос-Анджелесе, США. 

## Дискография

### Альбомы
| Год  | Название                  | Подробнее |
| ---- | ------------------------- | --- |
| 2017 | «С крыш наших домов» (LP) | - Выпущен: 24 апреля 2017 - Формат: цифровое скачивание, CD, винил, аудиокассета - Лейбл: Sacred Bones Records (винил), Sierpien records (диски) |
| 2018 | «Этажи» (LP)              | - Выпущен: 7 сентября 2018 - Формат: цифровое скачивание, CD, винил, аудиокассета - Лейбл: Detriti Records                                       |
| 2020 | «Монумент» (LP)           | - Выпущен: 13 ноября 2020 - Формат: цифровое скачивание, CD, винил, аудиокассета - Лейбл: Sacred Bones Records                                   |
| 2024 | «Белая полоса» (LP)       | - Выпущен: 6 сентября 2024 - Формат: цифровое скачивание, CD, винил, аудиокассета - Лейбл: Sacred Bones Records                                  |

### Синглы
| Год  | Название                                                                                           | Подробнее                                                                                          |
| ---- | -------------------------------------------------------------------------------------------------- | -------------------------------------------------------------------------------------------------- |
| 2017 | «Коммерсанты»                                                                                      | - Выпущен: 24 июля 2017 - Формат: цифровое скачивание, CD - Лейбл: Detriti Records                 |
| 2019 | «Звёзды»                                                                                           | - Выпущен: 13 сентября 2019 - Формат: цифровое скачивание, CD, винил - Лейбл: Sacred Bones Records |
| 2020 | «Небеса и Ад» (песня для трибьют-альбома группе Black Sabbath What Is This That Stands Before Me?) | - Выпущен: 1 мая 2020 - Формат: цифровое скачивание, CD, винил - Лейбл: Sacred Bones Records       |
| 2024 | «Сон»                                                                                              | - Выпущен: 11 июня 2024 - Формат: цифровое скачивание - Лейбл: Sacred Bones Records                |
| 2024 | «Ты Же Не Знаешь Кто Я»                                                                            | - Выпущен: 16 июля 2024 - Формат: цифровое скачивание - Лейбл: Sacred Bones Records                |
| 2024 | «Белая полоса»                                                                                     | - Выпущен: 7 августа 2024 - Формат: цифровое скачивание - Лейбл: Sacred Bones Records              |
| 2025 | «Белая полоса» (Ремикс от The Crystal Method x Future Funk Squad)                                  | - Выпущен: 21 мая 2025 - Формат: цифровое скачивание - Лейбл: Sacred Bones Records                 |
| 2025 | «Я Так Устал» (Ремикс от Overseer)                                                                 | - Выпущен: 4 июня 2025 - Формат: цифровое скачивание - Лейбл: Sacred Bones Records                 |

## Состав
- Егор Шкутко — вокал
- Роман Комогорцев — гитара, синтезатор, программирование драм-машины, звукорежиссёр
- Павел Козлов — бас-гитара, синтезатор

## Общественная позиция
В 2020 году во время акций протеста по всей Беларуси, произошедших после выборов президента страны, участники коллектива поддержали протестующих в своей группе во ВКонтакте, а позже приняли участие в создании музыкального благотворительного сборника For Belarus, средства от распространения которого пошли на поддержку пострадавших участников акций протеста.
В начале лета 2021 года группа стала участником музыкального марафона «Агенты лета», проводимого изданием Meduza. Группа высказалась в поддержку издания, потерявшего финансирование, из-за статуса «иностранного агента» в России.
В конце февраля 2022 года группа записала видеообращение, в котором осудила вторжение России на Украину. Музыканты сообщили, что часть средств от запланированных концертов будет направлена пострадавшим мирным жителям от войны. 